# Schönteichen

Lage von Schönteichen im Landkreis Bautzen

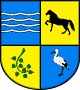
Wappen der Gemeinde

Schönteichen war eine sächsische Gemeinde im Landkreis Bautzen, die vom 1. März 1994 bis zum 31. Dezember 2018 existierte. Sie lag in der Westlausitz, gehörte zur Verwaltungsgemeinschaft Kamenz-Schönteichen und wurde nach Kamenz eingemeindet. In Schönteichen lebten 2.095 Einwohner (Stand: 31. Dezember 2017) auf einer Fläche von 45,05 km². Die Telefonvorwahl war 03578 sowie 035797 für den Ortsteil Schönbach, die Postleitzahl 01920.

## Geographie und Verkehr
Die Gemeinde lag rund fünf Kilometer nordwestlich von Kamenz auf einer Höhe von rund 220 m. Im Süden erheben sich Ausläufer des Westlausitzer Hügel- und Berglandes, der Norden gehört zur naturräumlichen Einheit der Königsbrück-Ruhlander Heiden, im Osten grenzt das Oberlausitzer Heide- und Teichgebiet an. Südlich des Ortsteiles Liebenau befindet sich ein Ultraleichtfluggelände. Nordwestlich des Gemeindegebietes verläuft die Bundesstraße 97.

## Geschichte
Der Fund eines bronzezeitlichen Gräberfeldes bei Cunnersdorf belegt die frühzeitliche Besiedlung der Gegend. Die erste urkundliche Erwähnung einzelner Dörfer der Gemeinde erfolgte am 19. Mai 1225. Die Orte und Ortsnamen sind teils sorbischen, teils deutschen Ursprungs. Die Dörfer Cunnersdorf und Petershain wurden wahrscheinlich nach ihrem Gründern benannt. Im Jahr 1429, während der Hussitenkriege, wurde die Gegend durch plündernde Truppen stark in Mitleidenschaft gezogen. Der Dreißigjährige Krieg und die Pest in den Jahren 1680/1681 setzten den Orten stark zu. Während der Befreiungskriege wurde die Gegend wiederum von durchziehenden Truppen heimgesucht. Im Zuge der sächsischen Gemeindegebietsreform schlossen sich im März 1994 die fünf Gemeinden Biehla, Brauna, Cunnersdorf, Hausdorf und Schönbach zur Gemeinde Schönteichen zusammen.
Am 1. Januar 2019 wurde die Gemeinde Schönteichen aufgelöst und die ihr angehörigen Orte wurden in die Stadt Kamenz eingemeindet.

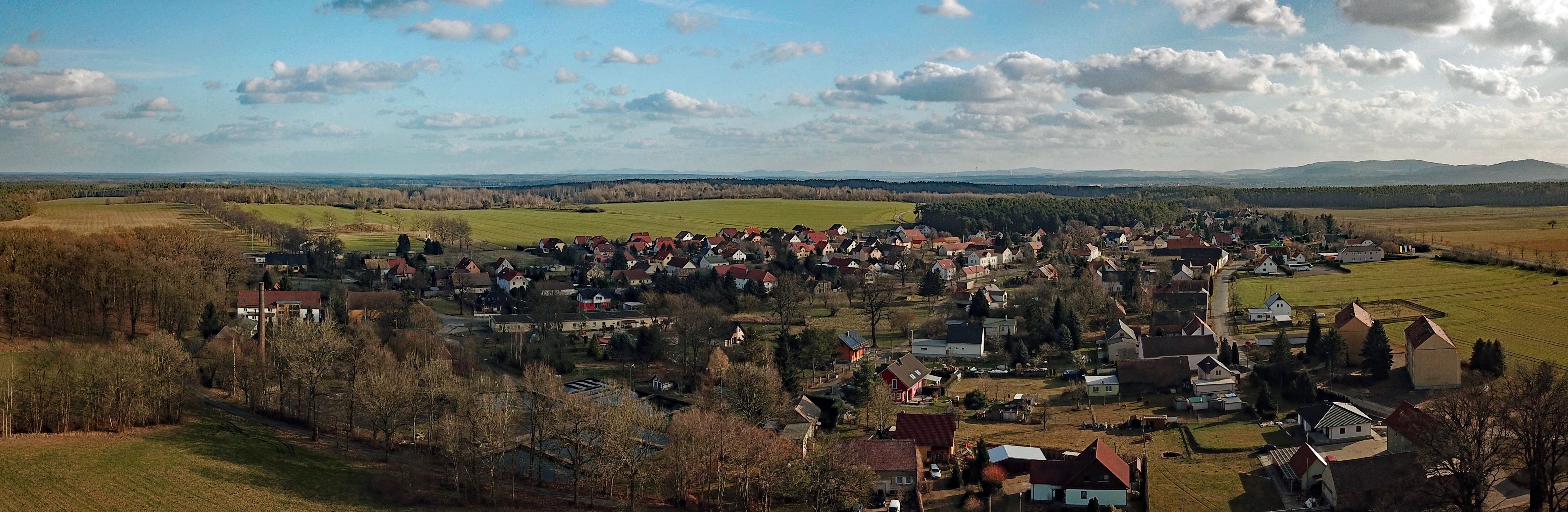
Ortsteil Biehla

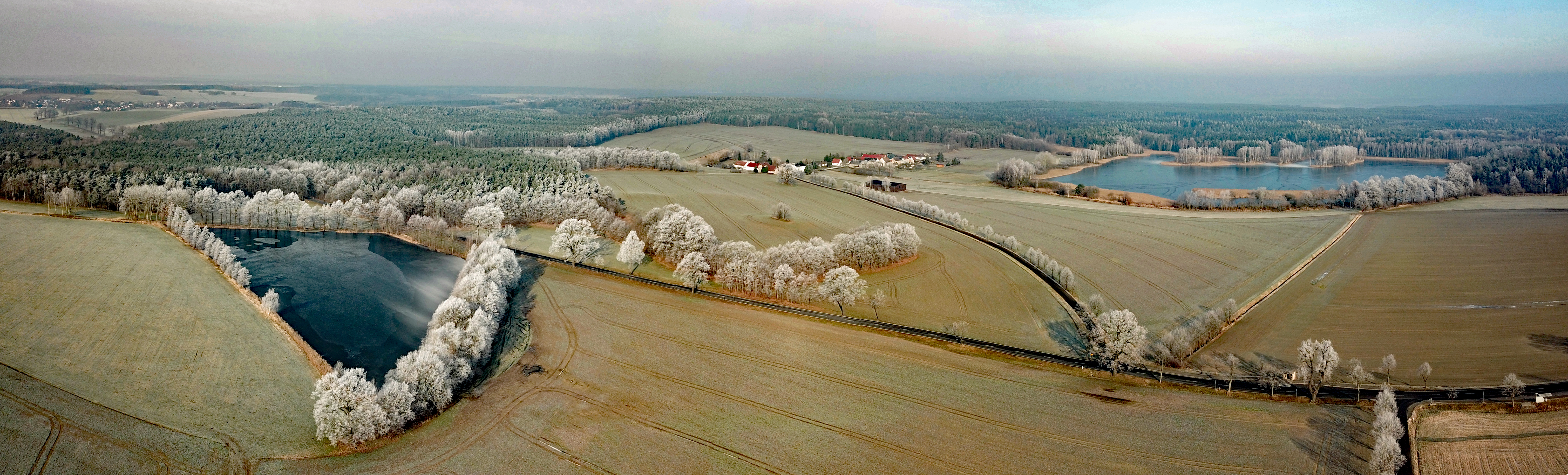
Ortsteil Rohrbach

## Ortsgliederung
Die neun Ortsteile der Gemeinde waren:
| - Biehla - Brauna - Cunnersdorf | - Hausdorf - Liebenau - Petershain | - Rohrbach - Schönbach - Schwosdorf |

## Politik
Seit der Gemeinderatswahl am 25. Mai 2014 verteilten sich die 14 Sitze des Gemeinderates folgendermaßen auf die einzelnen Gruppierungen:
- Kinderfreundliches Schönteichen (KfS): 3 Sitze
- Partner der Feuerwehr (PF): 3 Sitze
- CDU: 2 Sitze
- LINKE: 2 Sitze
- SV Biehla-Cunnersdorf (SVBC): 1 Sitz
- „Schönbach für Schönteichen“ (SfS): 1 Sitz
- Bündnis Arbeit.Familie.Vaterland (AFV): 1 Sitz
- SPD: 1 Sitz

Letzter Bürgermeister war Maik Weise (FW).

## Sehenswürdigkeiten
- Schloss Brauna
- alter gräflicher Friedhof Brauna
- Naturschutzgebiet Teichgebiet Biehla-Weißig
- das älteste Geläut und die älteste erhaltene Orgel der Oberlausitz in Cunnersdorf
- Sumpfringwall am Großteich in Biehla

Die Kulturdenkmale sind in der Liste der Kulturdenkmale in Kamenz aufgeführt.

## Bildung
Die Gemeinde Schönteichen verfügte über eine Grundschule.

## Sport
Seit 2004 fand im Ortsteil Biehla jährlich am Freitag nach der Sommersonnenwende der „Froschlauf“ statt, an dem über 1000 Läufer teilnahmen. Gestartet wurde zum Zeitpunkt des astronomischen Sonnenunterganges. Die Strecke führte 9,6 km durch die Heide- und Teichlandschaft der Umgebung. Für Walker/Wanderer gab es eine gesonderte Wertung; Kinder konnten einen Zwei-Kilometer-Lauf absolvieren.

## Verkehr
Schönteichen lag mit den Haltepunkten Hausdorf und Cunnersdorf (b Kamenz) an der Bahnstrecke Lübbenau–Kamenz. Diese wird nur im Güterverkehr befahren.